# Communauté de communes du Canton de Lessay
Die Communauté de communes du Canton de Lessay ist ein ehemaliger französischer Gemeindeverband mit der Rechtsform einer Communauté de communes im Département Manche in der Region Normandie. Sie wurde am 1. Januar 1993 gegründet und umfasste 12 Gemeinden. Der Verwaltungssitz befand sich im Ort Lessay.

## Historische Entwicklung
Mit Wirkung vom 1. Januar 2016 wurde Angoville-sur-Ay mit Lessay fusioniert.
Mit Wirkung vom 1. Januar 2017 fusionierte der Gemeindeverband mit
- Communauté de communes de Sèves et Taute sowie
- Communauté de communes de La Haye-du-Puits

und bildete so die Nachfolgeorganisation Communauté de communes Côte Ouest Centre Manche. 

## Ehemalige Mitgliedsgemeinden
1. Anneville-sur-Mer
2. Bretteville-sur-Ay
3. Créances
4. La Feuillie
5. Geffosses
6. Laulne
7. Lessay
8. Millières
9. Pirou
10. Saint-Germain-sur-Ay
11. Saint-Patrice-de-Claids
12. Vesly